# Pseudoyersinia teydeana
Pseudoyersinia teydeana es una especie de mantis de la familia Mantidae.

## Distribución geográfica
Es endémica de Tenerife, Islas Canarias (España).